# Pont de Pierre
Pont de Pierre är en bro över floden Garonne i Bordeaux i Frankrike som är en del av världsarvet Port de la Lune.
Under första franska kejsardömet beordrade kejsare Napoleon I att en bro skulle byggas i Bordeaux för att underlätta de transporter av trupper och gods över Garonne som tidigare skedde med båt. Den föreslagna träbron försenades och först 1819 började man att bygga en murad bro med 17 brospann. Den ritades av Claude Deschamps och Jean-Baptiste Billaudel och invigdes tre år senare. Antalet brospann beror enligt legender på att Napoléon Bonapartes namn skrivs med sjutton bokstäver. På båda sidor av bropelarna finns en vit medaljong med Ludvig XVIII av Frankrikes monogram. Bron har breddats flera gånger, senast år 1953.

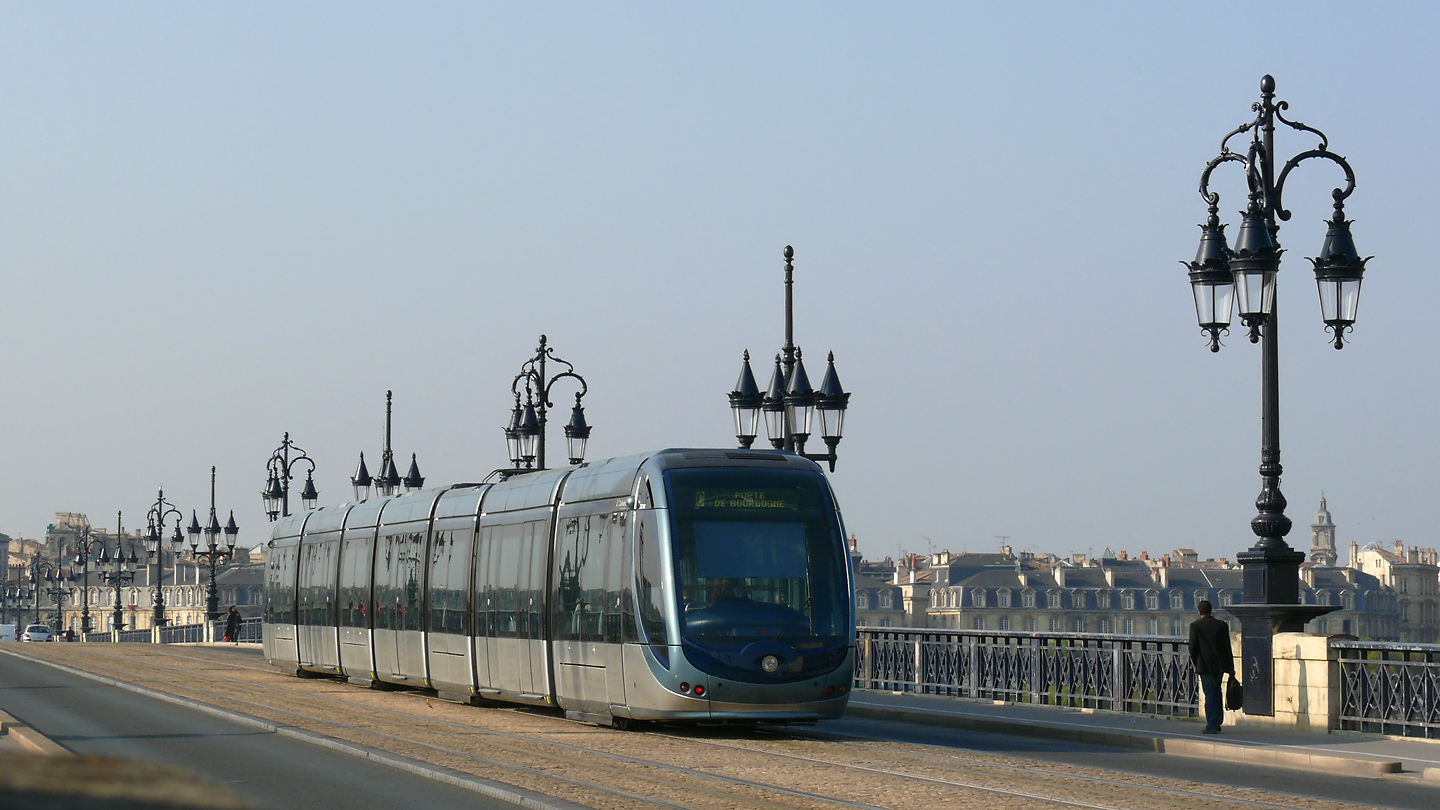
Spårvagn på Pont de Pierre, 2007.

Bron är stängd för fordonstrafik sedan 2017 och används endast av gående, cyklister och stadens spårvägslinjer. Den är i dåligt skick och sjunker flera millimeter om året och kommer att renoveras för omkring 30 miljoner euro med början år 2023.